# 蜀山区
蜀山区是中国安徽省合肥市下辖的一个市辖区，位于合肥市区西南部，东以金寨路与包河区为界，北以环城西路和南淝河与庐阳区为邻，西、南面与肥西县接壤。因合肥城区最高峰大蜀山位于该区西部而得名。
2002年3月6日建区，区域总面积为457.8平方公里，常住总人口约105万人。区人民政府駐梅山路107號。位于该区西北部董铺水库，是合肥市重要的饮用水源。
蜀山区依山傍水、绿树成荫、楼群掩映。东有琥珀潭、黑池坝风景区、环城西山景区，南有徽园、明珠广场和欧洲风情街，西有蜀山森林公园、开福寺、合肥野生动物园、安徽名人馆，北有董铺水库、合肥植物园。人居环境极佳。
位于梅山路的安徽国际金融中心高255米，是安徽曾经的第一高楼；位于天鹅湖南岸的安徽广电中心高301米，是安徽目前的第一高楼。

## 历史沿革
2002年2月，合肥市西市区更名为合肥市蜀山区，将合肥市郊区的井岗镇划归蜀山区管辖。

## 行政区划
蜀山区现辖：三里庵街道、稻香村街道、琥珀街道、南七街道、西园街道、五里墩街道、荷叶地街道、笔架山街道、井岗镇、南岗镇、小庙镇、合肥蜀山经济技术开发区、天乐社区服务中心、兴园社区服务中心、蜀麓社区服务中心、长宁社区服务中心、莲花社区管理委员会、芙蓉社区管理委员会、锦绣社区管理委员会、海恒社区管理委员会、临湖社区管理委员会和高刘街道办事处。

## 人口
合肥市蜀山区第七次全国人口普查公报顯示：蜀山区常住人口为1047150人，同第六次全国人口普查2010年11月1日零时的647711人相比，十年共增加399439人，增长61.67%，年平均增长4.92 %。

## 教育
蜀山区高等教育发达，座落着中国科学技术大学、安徽大学、安徽农业大学、安徽医科大学等27所高等院校；基础教育扎实，有合肥市第五十中学等一流名校；科研实力雄厚，有中国科学院合肥物质科学研究院、中国电子科技集团第38所、中国电子科技集团第43所、合肥通用机械研究院等60多所科研院所。